# Клементув
Клементув (пол. Klementów) — село в Польщі, у гміні Поддембиці Поддембицького повіту Лодзинського воєводства.
Населення — 223 особи (2011).
У 1975-1998 роках село належало до Серадзького воєводства.

## Демографія
Демографічна структура станом на 31 березня 2011 року:
|          | Загалом | Допрацездатний вік | Працездатний вік | Постпрацездатний вік |
| -------- | ------- | ------------------ | ---------------- | -------------------- |
| Чоловіки | 112     | 26                 | 78               | 8                    |
| Жінки    | 111     | 24                 | 66               | 21                   |
| Разом    | 223     | 50                 | 144              | 29                   |